# Revue militaire canadienne
La Revue militaire canadienne (en anglais : Canadian Military Journal) est la revue officielle des Forces armées canadiennes et de la Défense nationale du Canada. Elle est rédigée dans les deux langues officielles du Canada, anglais et français, et publiée sous forme électronique et papier.

## Annexe